# Antonie Graf
Antonie Graf (geborene Antonie Machold, 20. April 1845 in Wien, Kaisertum Österreich; gestorben 23. Februar 1929 ebenda) war eine österreichische Journalistin und Sportlerin.

## Leben
Die Tochter eines bei ihrer Geburt bereits verstorbenen Arztes wurde bei den Ursulinen zur Lehrerin ausgebildet und leitete bis 1870 eine ihr gehörige Mädchenschule. Mit ihrem Gatten, dem Kaufmann und Publizisten Moritz Graf, hatte sie vier Söhne, darunter den Sportler und Sportfunktionär Felix Graf. Antonie Graf begann unter dem Pseudonym A. S. Machold, ihrem Geburtsnamen, in der Wiener Hausfrauen-Zeitung zu schreiben, veröffentlichte später Skizzen, Essays und Buchkritiken in der „Wiener Literatur-Zeitung“. Graf war Mitgründerin des karitativen Vereins „Ferienheim“ in Wien und gründete 1894 den Wiener Damenschwimmklub „Austria“ aus dem der Sportklub Wien 1908 hervorging, dem sie bis zu dessen Zusammenschluss 1922 mit dem Vienna Cricket and Football-Club, zuletzt mit ihrem Sohn Felix Graf, vorstand. Im Auftrag des Bundes österreichischer Frauenvereine gab sie 1912 einen „Wegweiser zur Berufswahl für schulentlassene Mädchen“ und eine „Übersicht über die Unterrichtsanstalten der weiblichen Bevölkerung der österreichisch-ungarischen Monarchie“ heraus.